# 阿德里亚诺·帕纳塔
阿德里亚诺·帕纳塔（義大利語：Adriano Panatta，1950年7月9日—），意大利男子网球运动员。他曾获得1976年法国网球公开赛男子单打冠军。他也曾参加1971年地中海运动会，获得男子双打铜牌。